# Suramericano de Natación de 2004 - 400 m. Combinado Femenino
La prueba de 400 m combinado femenino del campeonato sudamericano de natación de 2004 se realizó el 26 de marzo de 2004, el segundo día de competencias del campeonato. Tres nadadoras lograron la marca clasificatoria para los Juegos Olímpicos de Atenas 2004.

## Medallistas
| Evento          | Oro                                    | Plata                               | Bronce                             |
| --------------- | -------------------------------------- | ----------------------------------- | ---------------------------------- |
| 400 m combinado | Georgina Bardach Argentina 4:45.70. RC | Joanna Maranhao · Brasil · 4:46.01. | Lilian Cerroni · Brasil · 5:00.43. |

RC:Récord de Competición.

## Resultados
| Posición | Carril | Nadador          | Tiempo          |
| -------- | ------ | ---------------- | --------------- |
| 1        | 3      | Georgina Bardach | 4:45.70. RC MCO |
| 2        | 4      | Joanna Maranhao  | 4:46.01. MCO    |
| 3        | 6      | Lilian Cerroni   | 5:00.43. MCO    |
| 4        | 5      | Vanessa Dueñas   | 5:07.97.        |
| 5        | 2      | Jimena Del Pozo  | 5:16.25.        |
| 6        | 7      | Marcela Aguirra  | 5:17.26.        |
| 7        | 1      | Silvia Perez     | 5:18.74.        |
| 8        | 8      | Paola Abad       | 5:20.44         |

MCO: Marca Clasificatoria a Olímpicos.